# Bbox Bouygues Telecom 2009
Questa voce raccoglie le informazioni riguardanti la Bbox Bouygues Telecom nelle competizioni ufficiali della stagione 2009.

## Stagione
La squadra ciclistica francese partecipò, nella stagione 2009, alle gare del Calendario mondiale UCI.

## Organico

### Staff tecnico
GM=General Manager, TM=Team Manager, DS=Direttore Sportivo.
|  | Naz.               | Ruolo | Sportivo             |  |  |  |
|  | ------------------ | ----- | -------------------- |  |  |  |
|  | Francia (bandiera) | GM    | Jean René Bernaudeau |  |  |  |
|  | Francia (bandiera) | TM    | Dominique Arnould    |  |  |  |
|  | Francia (bandiera) | TM    | Ismael Mottier       |  |  |  |
|  | Francia (bandiera) | DS    | Christian Guiberteau |  |  |  |
|  | Francia (bandiera) | DS    | Philippe Mauduit     |  |  |  |
|  | Francia (bandiera) | DS    | Didier Rous          |  |  |  |

### Rosa
|  | Naz.                |  | Sportivo            | Anno |  |  |
|  | ------------------- |  | ------------------- | ---- |  |  |
|  | Giappone (bandiera) |  | Yukiya Arashiro     | 1984 |  |  |
|  | Francia (bandiera)  |  | Julien Belgy        | 1983 |  |  |
|  | Francia (bandiera)  |  | Giovanni Bernaudeau | 1983 |  |  |
|  | Francia (bandiera)  |  | Olivier Bonnaire    | 1983 |  |  |
|  | Francia (bandiera)  |  | William Bonnet      | 1983 |  |  |
|  | Francia (bandiera)  |  | Franck Bouyer       | 1974 |  |  |
|  | Francia (bandiera)  |  | Steve Chainel       | 1983 |  |  |
|  | Francia (bandiera)  |  | Mathieu Claude      | 1983 |  |  |
|  | Francia (bandiera)  |  | Pierrick Fédrigo    | 1978 |  |  |
|  | Francia (bandiera)  |  | Damien Gaudin       | 1986 |  |  |
|  | Francia (bandiera)  |  | Cyril Gautier       | 1987 |  |  |
|  | Francia (bandiera)  |  | Yohann Gène         | 1981 |  |  |
|  | Francia (bandiera)  |  | Saïd Haddou         | 1982 |  |  |
|  | Francia (bandiera)  |  | Vincent Jérôme      | 1984 |  |  |
|  | Francia (bandiera)  |  | Arnaud Labbe        | 1976 |  |  |
|  | Francia (bandiera)  |  | Guillaume Le Floch  | 1985 |  |  |
|  | Francia (bandiera)  |  | Laurent Lefèvre     | 1976 |  |  |
|  | Francia (bandiera)  |  | Rony Martias        | 1980 |  |  |
|  | Francia (bandiera)  |  | Alexandre Pichot    | 1983 |  |  |
|  | Francia (bandiera)  |  | Perrig Quéméneur    | 1984 |  |  |
|  | Francia (bandiera)  |  | Pierre Rolland      | 1986 |  |  |
|  | Russia (bandiera)   |  | Evgenij Sokolov     | 1984 |  |  |
|  | Francia (bandiera)  |  | Matthieu Sprick     | 1981 |  |  |
|  | Russia (bandiera)   |  | Jurij Trofimov      | 1984 |  |  |
|  | Svizzera (bandiera) |  | Johann Tschopp      | 1982 |  |  |
|  | Francia (bandiera)  |  | Sébastien Turgot    | 1984 |  |  |
|  | Francia (bandiera)  |  | Thomas Voeckler     | 1979 |  |  |

## Ciclomercato
| William Bonnet     | Crédit Agricole  |
| Pierre Rolland     | Crédit Agricole  |
| Steve Chainel      | Auber 93         |
| Cyril Gautier      | Bretagne         |
| Guillaume Le Floch | Bretagne         |
| Yukiya Arashiro    | Meitan Hompo-GDR |
| Franck Bouyer      | inattivo         |

| Anthony Geslin   | Française des Jeux   |
| Jérôme Pineau    | Quick-Step           |
| Stef Clement     | Rabobank             |
| Xavier Florencio | Cervélo              |
| Dimitri Champion | Bretagne             |
| Aurélien Clerc   | AG2R La Mondiale     |
| Nicolas Crosbie  | svincolato           |
| Erki Pütsep      | Cycling Club Bourgas |
| Franck Renier    | svincolato           |

## Palmarès

### Corse a tappe
- Vuelta al País Vasco

2ª tappa (Yuri Trofimov)
- Critérium du Dauphiné Libéré

6ª tappa (Pierrick Fédrigo)
Classifica scalatori (Pierrick Fédrigo)
- Tour de Langkawi

7ª tappa (Yohann Gène)
- Étoile de Bessèges

Classifica generale (Thomas Voeckler)
- Quatre Jours de Dunkerque

5ª tappa (Pierrick Fédrigo)
- Tour du Haut-Var

2ª tappa (Thomas Voeckler)
Classifica generale (Thomas Voeckler)
- Tour de France

9ª tappa (Pierrick Fédrigo)
5ª tappa (Thomas Voeckler)
- La Tropicale Amissa Bongo

2ª tappa (Evgenij Sokolov)
4ª tappa (Johann Tschopp)

### Corsa in linea
- Tro-Bro Léon (Saïd Haddou)
- Trophée des Grimpeurs (Anthony Geslin)

### Ciclocross
- Pétange (Steve Chainel)
- Wetzikon (Steve Chainel)

## Classifiche UCI

### Calendario mondiale UCI 2009
Individuale
Piazzamenti dei corridori della Bouygues Telecom nella classifica individuale del Calendario mondiale UCI 2009.
| Pos. | Ciclista         | Punti |
| ---- | ---------------- | ----- |
| 51   | Pierrick Fédrigo | 92    |
| 105  | Thomas Voeckler  | 32    |
| 132  | Jurij Trofimov   | 18    |
| 133  | William Bonnet   | 18    |
| 168  | Laurent Lefèvre  | 10    |
| 240  | Yukiya Arashiro  | 2     |
| 257  | Steve Chainel    | 1     |

Squadra
La Bbox Bouygues Telecom chiuse in diciannovesima posizione con 170 punti.